# Comuna Larga, Briceni
Comuna Larga este o comună din raionul Briceni, Republica Moldova. Este formată din satele Larga (sat-reședință) și Pavlovca.

## Demografie
Conform datelor recensământului din 2014, comuna are o populație de 4.318 locuitori. La recensământul din 2004 erau 5.080 de locuitori, 46,99% fiind bărbați și 53,01% femei. Compoziția etnică a populația comunei arăta în felul următor:
- 97,48% moldoveni
- 1,73% ucraineni
- 0,51% ruși
- 0,06% găgăuzi
- 0,02% bulgari
- 0,04% polonezi
- 0,16% alte etnii.

În comuna Larga au fost înregistrate 2.008 de gospodării casnice în anul 2004, iar mărimea medie a unei gospodării era de 2,5 persoane.

## Geografie
Comuna Larga are o suprafață totală de 55,88 km², fiind cuprinsă într-un perimetru de 34.92 km. Suprafața totală a localităților din cadrul comunei alcătuiește aproximativ 6,84 km².
Comuna Larga este amplasată pe o suprafață de 5.365 ha dintre care 3.249 ha de pământ arabil, 312 ha de livezi, 430 ha de pășuni, 64 ha de ape și 54 ha de fâșii forestiere. Rețeaua hidrografică este reprezentată de râurile Larga și Calangiu, afluenți ai Prutului. Lungimea râului Larga este de 30 km. Partea de nord a comunei este traversată de râul Medveja. Pe teritoriul comunei se află mai multe iazuri și 7 izvoare naturale pe care primăria le consideră obiecte strategice, de grijă specială. Există 842 de fântâni și un apeduct comunal.

## Administrație și politică
Componența Consiliului local Larga (13 consilieri), ales la 5 noiembrie 2023, este următoarea:
|  | Partid                                       | Consilieri | Componență | Componență | Componență | Componență | Componență | Componență |
|  | -------------------------------------------- | ---------- | ---------- | ---------- | ---------- | ---------- | ---------- | ---------- |
|  | Partidul Comuniștilor din Republica Moldova  | 6          |            |            |            |            |            |            |
|  | Partidul Acțiune și Solidaritate             | 4          |            |            |            |            |            |            |
|  | Partidul Socialiștilor din Republica Moldova | 3          |            |            |            |            |            |            |

## Economie
În comună activează 7 SRL-uri, 15 întreprinderi individuale, 1.250 gospodării țărănești individuale (pe o suprafață de 18 ha), 165 gospodării țărănești colective (30 ha), 15 întreprinderi de comerț, 4 farmacii (2 dintre care sunt veterinare), 4 oloinițe, 2 mori, o asociație de economii și împrumut, 5 puncte de colectare a laptelui, o benzinărie și o stație de alimentare cu gaz lichifiat. Este amenajată o piață comunală pentru 250 de locuri (0,76 ha). Funcționează Centrul de Consultații și Școlarizare a Agriculturii „ACSA”.
Dinamica creșterii volumului de producere în comuna Larga din 1999 până în 2006 constituie 36%, aproape de indicele european din teritoriu (raioanele de vest ale Ucrainei, județul Iași).

## Societate
În comună activează Liceul Teoretic „Ion Gheorghiță”, Gimnaziul Larga, școala de muzică, Casa de Cultură, Centrul de Sănătate (spitalul Larga), 4 grădinițe de copii, Complex sportiv, Centru de comerț, casă de deservire socială, baie comunală(este abandonată și nu mai activează în prezent). În comună, cu susținerea administrației publice locale, a fost formată organizația ONG „Nicolida Nord”, înregistrată în Consiliul Raional Briceni, care susține primăria în eforturile de salubrizare și securitate generală a localității. Mai activează și alte ONG-uri precum „V. Gamureac” și „Știrbu CARITAS”, cât și 2 asociații părintești: „Vima Lena” (gimnaziul Larga), „Liceum” (liceul Larga) și Asociația Utilizatorilor de Gaz „Larga Gaz”, care întrunește în prezent 832 membri. Din anul 2006 activează Centrul de plasament temporar „Amic” pentru copiii din familii social-vulnerabile.

## Personalități
- Mihai Cimpoi (n. 1942), academician român, critic, eminescolog, istoric literar, redactor literar și eseist.
- Serafim Urechean - politician, fost primar general al municipiului Chișinău (1994-2005)
- Alexe Rău - poet,scriitor, filosof,doctor în filosofie,bibliolog, director general al Bibliotecii Naționale a Republicii Moldova
- Ion Varta - istoric, doctor în istorie, fost deputat,  directorul  Serviciului de Stat de Arhivă din Republica Moldova
- Anatol Dumitraș - interpret, compozitor
- Valeriu Bulgari - fost viceprim-ministru, fost ministru al Agriculturii, director executiv al Unității de Implementare a Proiectului Creșterii Producției Alimentare 2KR